# Skukuza

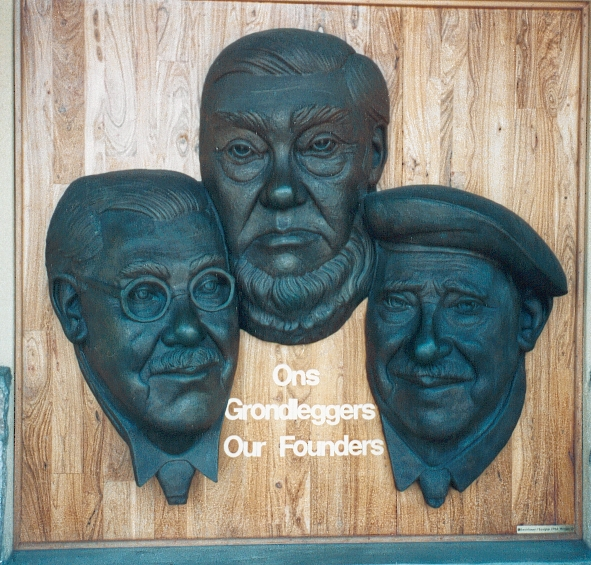
Buste da Paul Kruger, Piet Grobler e James Stevenson-Hamilton del campo de Skukuza

Skukuza è il campo principale nonché la sede della direzione amministrativa del Parco Kruger in Sudafrica.
Si trova nella parte meridionale del parco ed è facilmente raggiungibile in auto, passando dal Kruger Gate, l'ingresso principale del parco, o per via aerea raggiungendo il piccolo aeroporto ben collegato da voli interni.
Il campo è anche il più grande e più attrezzato del parco e offre un'ampia scelta per il soggiorno dei turisti. Può ospitare fino a 500 visitatori in villette piccole e medie, bungalows, tende e aeree per campeggio. Vi sono ristoranti, negozi, una biblioteca, 3 musei e oltre ad essere la base ideale per partire con l'auto all'osservazione  dell'immenso patrimonio faunistico del Parco Kruger è esso stesso un luogo di osservazione affacciandosi sul fiume Sabie in un'area ricca, tra gli altri, di ippopotami e babbuini.
La variegata offerta turistica di Skukuza comprende anche un campo da golf da 9 buche, l'unico al mondo all'interno di una riserva naturale protetta.

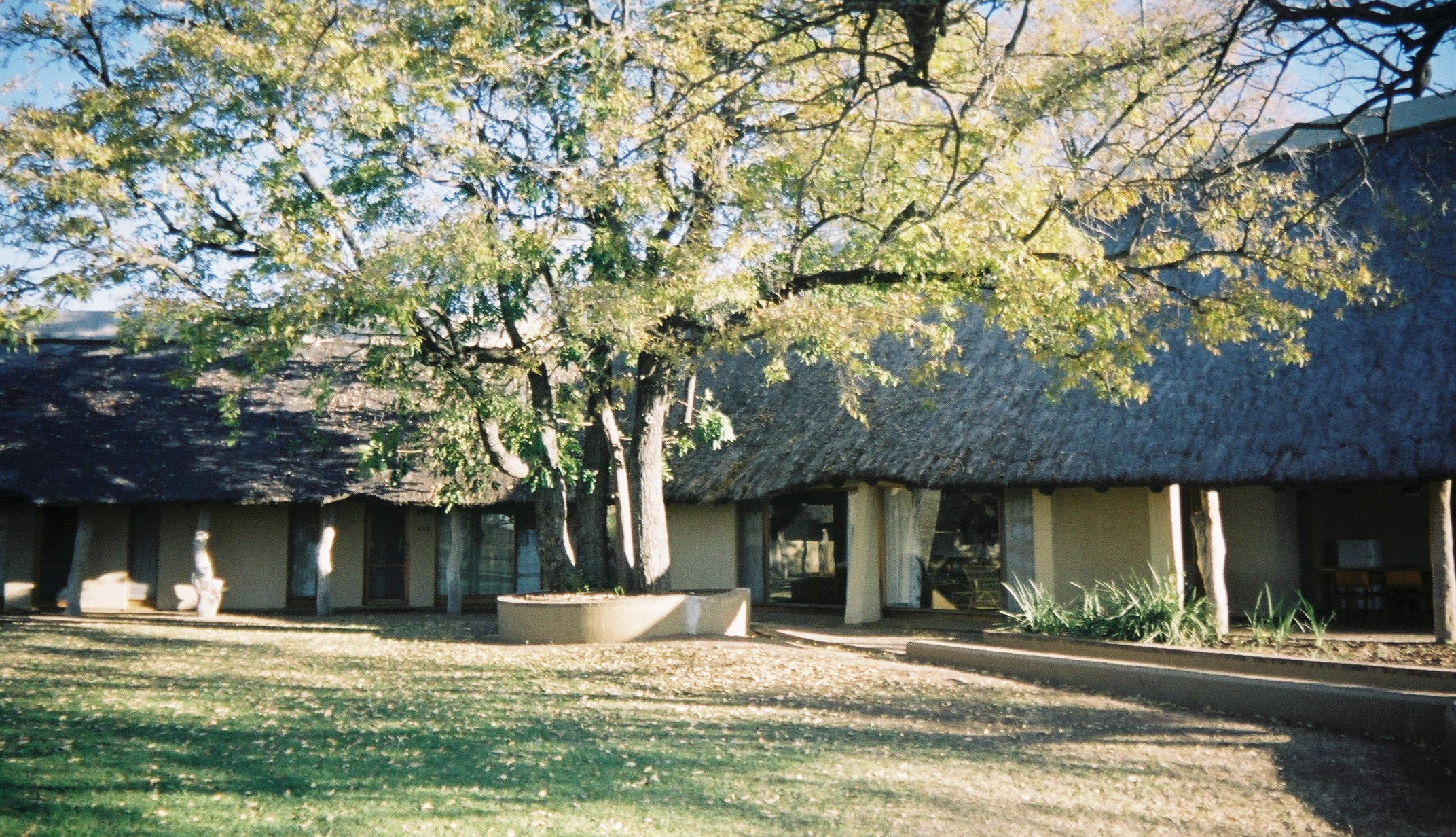
Guest House Waterside
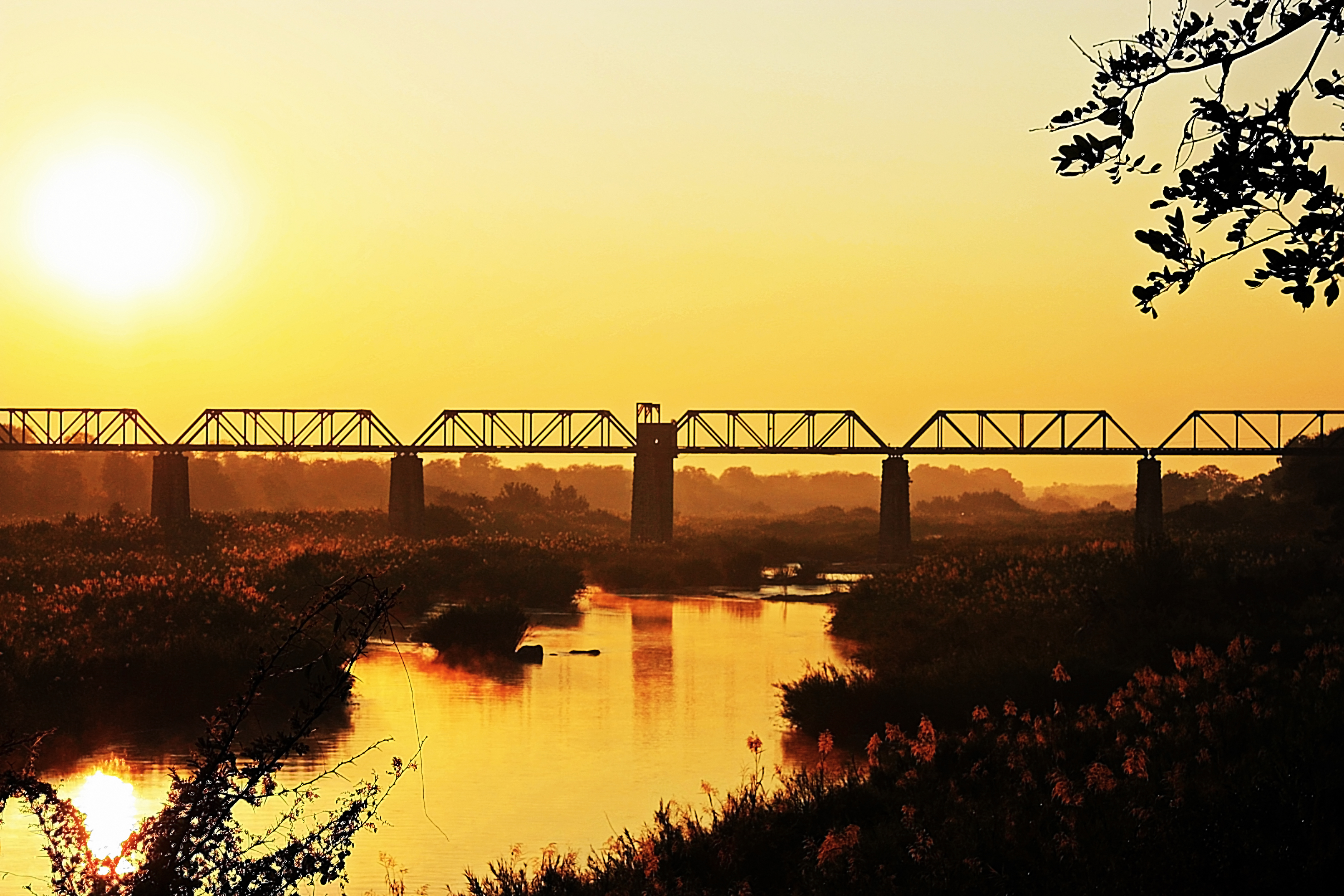
Vecchio treno ponte sul Fiume Sabie
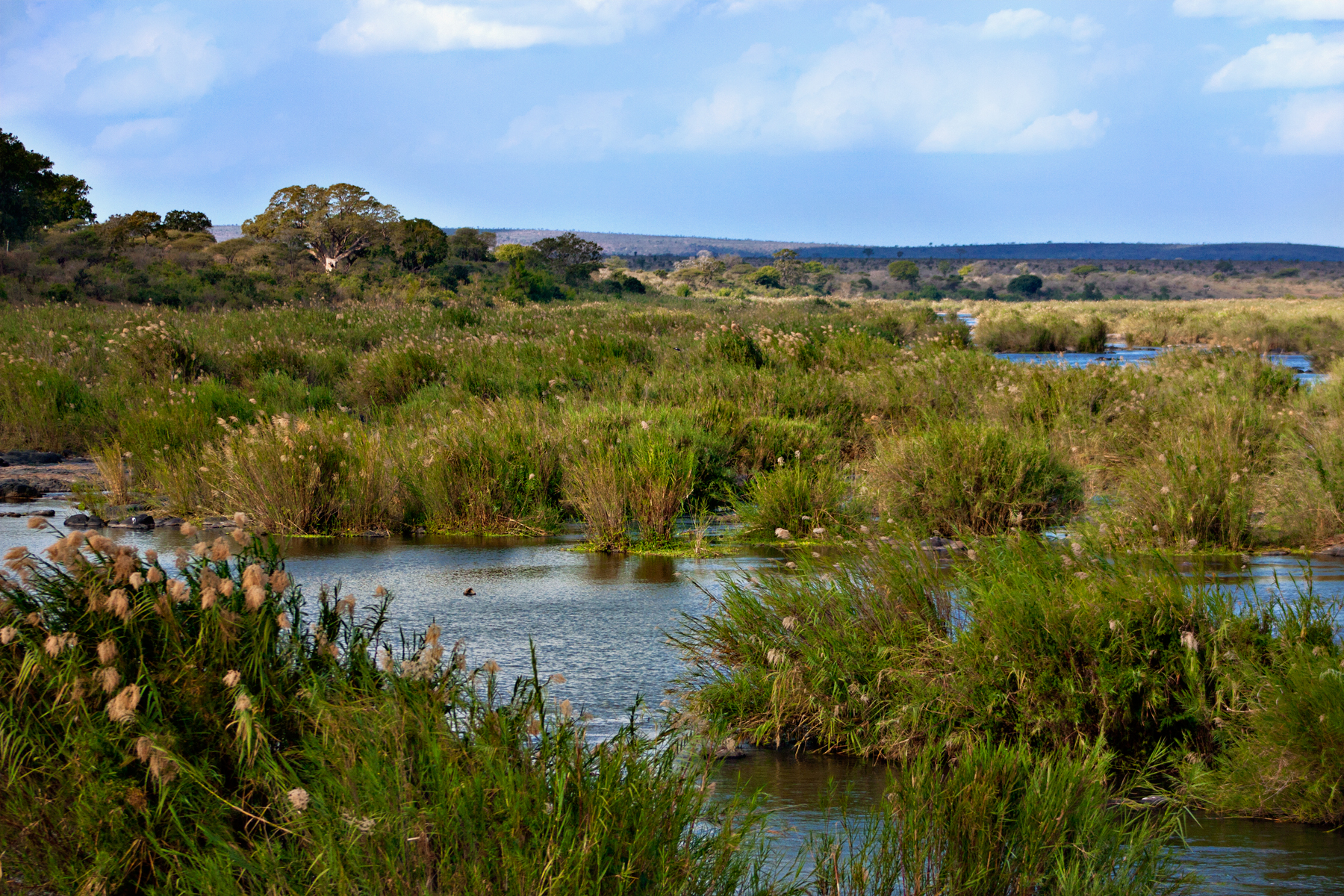
Fiume Sabie, Skukuza
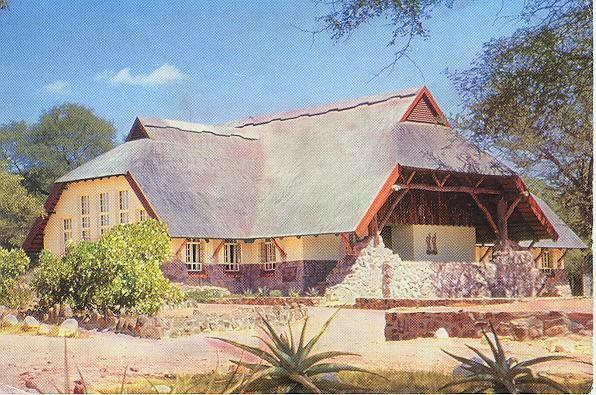
La biblioteca Stevenson-Hamilton
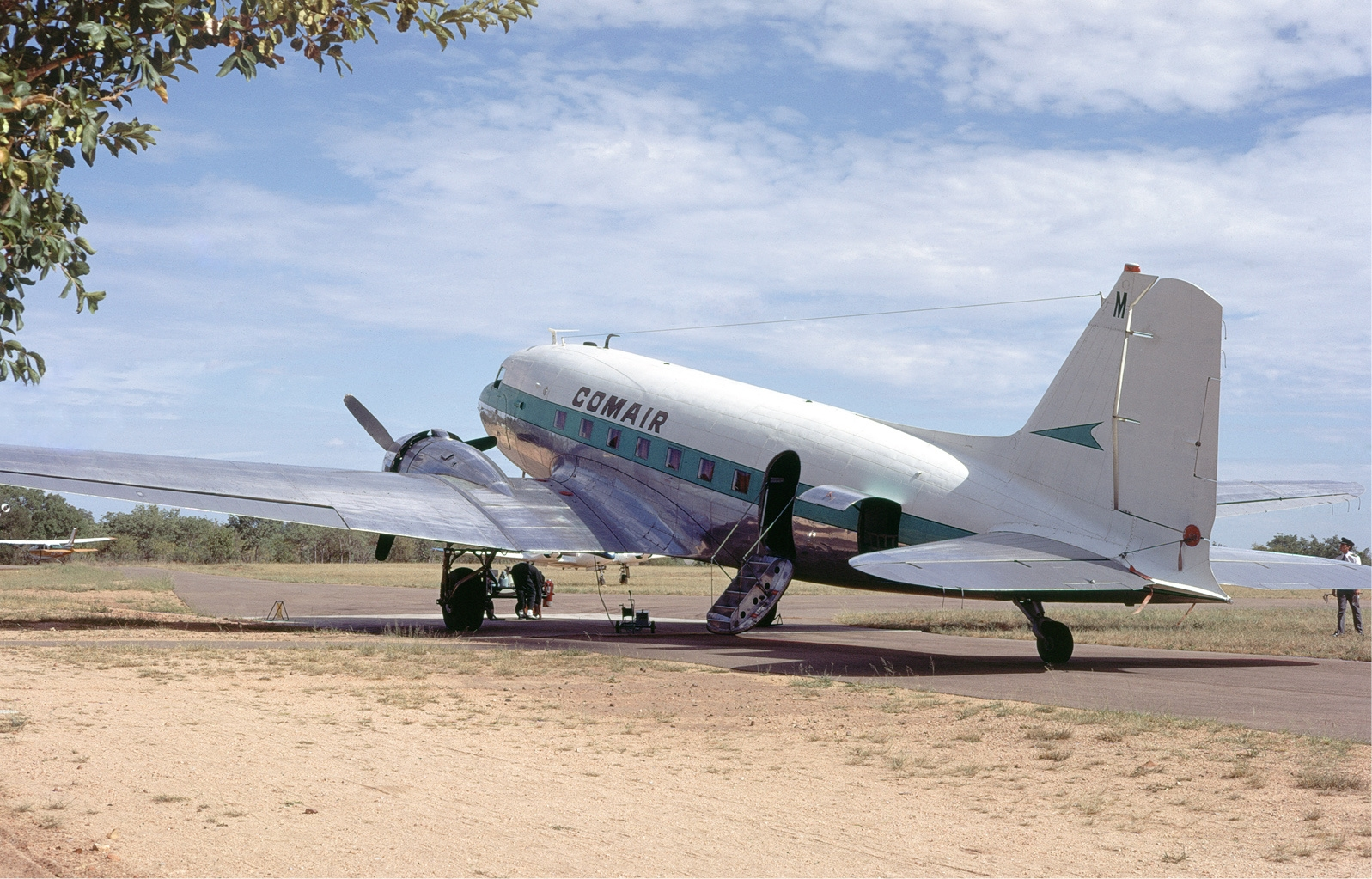
Comair Douglas DC-3, Skukuza, 1973